# Гвожђе(III)-сулфат
Ферисулфат је неорганско хемијско једињење хемијске формуле .

## Добијање
Добија се реакцијом феросулфата и сумпорна киселина|сумпорне киселине и азотне киселине или водоникпероксида као оксидационог средства:
На тај начин кристалише хидрат, а загревањем се добија и анхидрована со.

## Физичко-хемијске особине
ферисулфат је со у виду белих кристала. При загревању се распада на фери-оксид и сумпор-триоксид. Ова реакција се некада користила за прављење пушљиве (Норденхаусенове) сумпорне киселине.

## Значај
Ферисулфат гради стипсе са сулфатима алкалних метала, од којих је најважнија феристипса јер се употребљава у аналитичкој хемији за прављење раствора фери-соли због својства да се лако може пречистити кристализацијом.